# Павлов Михайло Михайлович (режисер)
Павлов Михайло Михайлович (нар. 17 лютого 1954) — радянський і російський режисер театру, сценарист, режисер масових свят, педагог, професор, дійсний член Академії російської словесності і витончених мистецтв ім. Г. Р. Державіна . З 2014 р — Виконувач обов'язків завідувача кафедри режисури театралізованих вистав і свят Санкт-Петербурзького державного університету культури і мистецтв .

## Життєпис
Народився у місті Малая Вишера, Новгородскої області, 17 лютого 1954 року. У 1971 році закінчив Маловишерську середню школу № 1 і поступил у Новгородское училище культури (1971—1974), після закінчення якого вступив у Ленінградський державний інститут культури ім. Н. К. Крупской на кафедру режиссуры драми, майстерня Старшинова Энгеля Степановича і Милютина Павла Павловича(1975—1979).
З 1979 року — режисер Пушкінського народного театру.
Поставив понад 300 драматичних вистав. Автор багатьох статей з питань театру, присвячених проблемам сучасної режисури.
Роботу режисера М. М. Павлов уже багато років поєднує з викладацькою діяльністю. Ще в 1980 році його запрошують викладати режисуру в ЛДІКМ ім. Н. К. Крупської, На кафедру режисури драми .
В наш час М. М. — професор кафедри режисури театралізованих вистав і свят  [Архівовано 22 серпня 2014 у Wayback Machine.] Санкт-Петербурзького державного університету культури і мистецтв . Член Російського творчої спілки працівників культури (з 1999 року .), Член Академії російської словесності і витончених мистецтв ім. Г. Р. Державіна з 2012 року .
Дружина — Ірина Іванівна Телеева (режисер).

## Постановки
- 1980 — « Попелюшка » за п'єсою  Є.Шварца. Народний театр м. Пушкін.
- 1982 — Драматичний спектакль «  Історія Жені Колишкіна » за п'єсою  Б. Окуджави «Женя, Женечка і Катюша». Народний театр Пушкін.
- 1982 — «  Пеппі — Довга панчоха » за п'єсою  А.Ліндгрен. Народний театр Пушкін.
- 1983 — "  Дві стріли  "за п'єсою  А. Володіна. Народний театр Пушкін.
- 1984 — «Шишок» за п'єсою А. Александрова. Народний театр Пушкін.
- 1985 — «Команда» за п'єсою Б. Злотникова. Народний театр Пушкін.
- 1986 — «Біда від ніжного серця» за п'єсою В. Сологуба. Народний театр Пушкін.
- 1986 — «Петрушка-іноземець» за п'єсою  С. Маршака. Народний театр Пушкін.
- 1990 — «Ніхто не повірить» за п'єсою Г.Полонского. Народний театр Пушкін.
- 1982 — Всесвітня ярмарок «Російський фермер». м. Санкт-Петербург Ленекспо. — режисер-постановник Орлов О. Л.
- 1993 — «Святковий сон до обіду» за п'єсою О. М. Островського «Одруження Бальзамінова». Народний театр Пушкін.
- 1994 — Урочистий концерт, присвячений 50-річчю повного звільнення Ленінграда від ворожої Блокади. м. Санкт-Петербург, БКЗ «Жовтневий» — режисер-постановник Орлов О. Л.
- 1994 — Церемонії відкриття та закриття III Ігор Доброї Волі в Санкт-Петербурзі. м. Санкт-Петербург, Стадіон ім. С. М. Кірова. —   'помічник режисера'
- 1995 — Церемонії відкриття та закриття Спартакіади Народів СНД. м. Санкт-Петербург СКК ім. Леніна, БКЗ Жовтневий ". — помічник режисера — помічник режисера
- 1995 — Свято відкриття Австрійської площі. м. Санкт-Петербург Австрійська площа. — помічник режисера
- 1996 — «Цигани» за поемою О. С. Пушкіна. Народний театр Пушкін.
- 1996 — Церемонія відкриття кінофестивалю «Вікно в Європу». м Виборг. — помічник режисера
- 1997 — День міста Санкт-Петербурга. Гала-концерт. м. Санкт-Петербург Палацова площа. — помічник режисера
- 1997 — Свято відкриття фонтанів Петергофа. м Петродворець Великий каскад Петергофського палацу. — помічник режисера
- 1997 — «Вечір водевілів» за творами А. Чехова і  Володимира  Соллогуба. Народний театр Пушкін.
- 1998 — Свято закриття Всеросійського кінофестивалю «Віват, кіно Росії!». м. Санкт-Петербург — режисер-постановник Орлов О. Л.
- 1998 — КЦ «Ленінград»; БКЗ «Жовтневий»; Олександрійський театр; театр Комедії ім. Акімова.
- 1998 — «Бенкет під час чуми», за твором О. С. Пушкіна (Лауреат Всеросійського конкурсу молодіжних театральних колективів). Студентський театр СПбГУКІ.
- 1999 — «Граємо Пушкіна» — сцени з творів А. С. Пушкіна «Капітанська дочка», «Пікова дама», «Арап Петра Великого». Пушкін Народний театр.
- 1999 — Ювілейні торжества, присвячені 200-річчю А. С. Пушкіна. м. Санкт-Петербург Театр імені Коміссаржевської, театр імені Лєнсовета, Будинок народної творчості, Пушкінський Царськосельський ліцей, Ліцейський сад, Привокзальна площа, Пушкінські гори.
- 1999 — Свято, присвячене 290-річчю Полтавської битви. м. Петродворець Великий каскад Петергофского палацу. Помічник-режисера
- 2000 — «Вічно живі», за п'єсою В. Розова, Пушкін Будинок культури.
- 2001 — «Не може бути» з розповідей М. Зощенко і А. Аверченко. Студентський театр СПбГУКІ.
- 2001 — Церемонія відкриття Стрілки Василівського острова. СПб. — помічник-режисера
- 2001 — Церемонія відкриття Смольний набережній. СПб. — помічник-режисера
- 2001 — Церемонія відкриття 8-й і 9-й ліній Василівського острова. СПб. — помічник-режисера
- 2001 — «Душа в заповітній лірі». Свято, присвячене дню народження О. С. Пушкіна. Пушкін.
- 2002 — Театралізована вистава, на Двірцевій площі, присвячене Дню міста «Місто завжди зі мною». м. Санкт-Петербург Палацова площа. Режисер-постановник Орлов О. Л.
- 2002 — «Тютюновий капітан», за п'єсою Н. Адуєва. Пушкін Народний театр.
- 2003 — «Усі прапори в гості будуть до нас». Офіційна церемонія, присвячена 300-річчю Санкт-Петербурга за участю Президентів 45 держав. м. Санкт-Петербург, Акваторія Великий Неви. — Головний режисер Орлов Олег Леонідович, режисер-постановник Дмитро Дмитрієв.
- 2003 — «Мідний вершник», за поемою О. С. Пушкіна. Студентський театр СПбГУКІ.
- 2005 — «Весна Перемоги!». Театралізований концерт. м. Санкт-Петербург. Палац спорту «Льодовий». Режисер-постановник — Григорій Юхимович Зейфман (Баскін)
- 2005 — «Пошта». за мотивами вірша С. Я. Маршака. Студентський театр СПбГУКІ.
- 2005 — «Будинок край дороги», за поемою О. Т. Твардовського. Студентський театр СПбГУКІ.
- 2006 — «Дім Бернарди Альби», за п'єсою Ф. Г. Лорки, м. Санкт-Петербург. СПбДУ.
- 2007 — Свято, присвячене 80-річчю Ленінградської області. Ленінградська область м. Гатчина. — режисер-постановник Орлов О. Л.
- 2007 — «Коник-Горбоконик», за мотивами казки П. Єршова. Студентський театр СПбГУКІ.
- 2008 — «Часи не вибирають». Публіцистичний театралізована вистава. Студентський театр СПбГУКІ.
- 2008 — «Казка про рибака і рибку» за мотивами казки А. С. Пушкіна. Студентський театр СПбГУКІ.
- 2008 — «Синє небо, а в ньому хмари», за п'єсою В. Арро. м. Мінськ. Білоруський державний університет.
- 2009 — «Ніч музеїв». Щорічна акція, присвячена Міжнародному дню музеїв. СПб. Музей Суворова.
- 2010 — «Слова о полку Ігоревім», в поетичному перекладі М. Заболоцького. Студентський театр СПбГУКІ. Лауреат премії Грані театру мас.
- 2010 — «Казки для дітей неабиякого віку», за мотивами казок М. Ю. Салтикова-Щедріна. Студентський театр СПбГУКІ.
- 2011 — «Дванадцять», за поемою А. Блоку. Студентський театр СПбГУКІ. Лауреат премії Грані театру мас.
- 2012 — «Епізоди пам'яті». Студентський театр СПбГУКІ.
- 2013 — «Більш, ніж кіт», мюзикл. Студентський театр СПбГУКІ.
- 2013 — «Снігуронька», за п'єсою Н. А. Островського. Студентський театр СПбГУКІ.
- 2014 — «Снігопад», за поемою Д. Самойлова. Студентський театр СПбГУКІ.

## Визнання і нагороди
- Медаль 300-річчя Санкт-Петербурга.
- Диплом Лауреата II премії міського фестивалю дитячої та юнацької творчості, присвяченого 200-річчю від дня народження А. С. Пушкіна «за сучасне режисерське рішення в Маленьких трагедіях Пушкіна" Бенкет під час чуми "» (1998).
- Пам'ятна ювілейна медаль до 200-річчя А. С. Пушкіна  [Архівовано 15 липня 2019 у Wayback Machine.] «за сумлінну працю в розвитку вітчизняної культури і значний внесок у вихованні громадян» (1999).
- Знак «За досягнення в культурі» Міністерства культури Російської Федерації  [Архівовано 9 лютого 2018 у Wayback Machine.] (2002).
- Диплом Міністерства культури Російської Федерації "за постановку музично-поетичної вистави за віршами та піснями Б. Окуджави« Від війни війни не шукають »" (2002).
- Диплом Лауреата від Ради творчих Спілок Росії  «за постановку театралізованої вистави А.Твардовского" Будинок біля дороги "в честь 60-річчя Перемоги у ВВВ 1941-1945 рр.» (2005).
- Почесна Грамота комітету з культури Уряду Ленінградської області (2005).
- Лист подяки комітету економічного розвитку Уряду Санкт-Петербурга «За значний внесок у реалізацію державної агропромислової політики та успішне проведення Свята хліба і молока» (2009).
- Почесний Знак «За служіння культурі»  [Архівовано 4 березня 2016 у Wayback Machine.] (2009).
- Дипломант і Лауреат Всеросійської професійної премії Спілки театральних діячів РФ « Грані театру мас »  [Архівовано 14 серпня 2020 у Wayback Machine.] (2012).
- Член Академії російської словесності і витончених мистецтв ім. Г. Р. Державіна (2012 р ).

## Вибрані праці
- Павлов М. М. Организация творческого процесса как условие эстетического воспитания в самодеятельном театральном коллективе // ЛГИК. — Л., 1987.
- Павлов М. М. Учёт возрастных особенностей — важнейшее условие творческого процесса в детском театральном коллективе // ЛГИК. — Л., 1988.
- Павлов М. М. Мастерство актера // СПбГАК. — СПб., 1997.
- Павлов М. М. Работа над литературным произведением большой стихотворной формы (Театр поэтического представления) // СПбГУКИ. — СПб., 2006.
- Павлов М. М. Театр поэтического представления (Учебное пособие). — Мурманск, 2009.
- Павлов М. М. Дом у дороги — сценарий музыкально-поэтического представления по мотивам поэмы А. Т. Твардовского «Дом у дороги». Посвящается 60-й годовщине Победы в ВОВ: Сборник сценариев. — М.: Галактика, 2012.
- Павлов М. М. Левомещанский марш — сценарий сатирического музыкально-поэтического представления по мотивам произведения В. В. Маяковского «Сказка о Пете толстом ребёнке, и Симе, который тонкий»: Сборник сценариев. — М.: Галактика, 2012. — Вып. 4.